# Сютлюдже (вилает Чанаккале)
 Тази статия е за селото във Вилает Чанаккале.  За селото във Вилает Лозенград вижте Сютлюдже.  
Сютлюдже или Галата (на турски: Sütlüce) е село в Източна Тракия, Турция, Вилает Чанаккале.

## География
Селото се намира на Галиполския полуостров, на 12 километра западно от Галиполи.

## История
В 19 век Галата е гръцко село в Галиполски санджак на Одринския вилает на Османската империя. Според статистиката на професор Любомир Милетич в 1913 година в Галата живеят 100 гръцки семейства.